# Hydra (maan)
Hydra (voorheen S/2005 P 1) is een maan van de dwergplaneet Pluto, ontdekt in 2005. In juni 2006 kreeg hij de naam, die komt van de mythologische waterslang Hydra die Herakles bij zijn twaalf werken moest verslaan.
Hydra heeft een onregelmatige vorm van 43 x 33 km, het oppervlak is vermoedelijk bedekt met waterijs. Verder merkte New Horizons veel methaanijs op.
Hydra is (net als Pluto en zijn andere manen) op 14 juli 2015 gepasseerd door de sonde New Horizons.